# Munja i grom
Munja i grom je pjesma kojom Vukašin Brajić predstavlja Bosnu i Hercegovinu na Eurosongu 2010. u Oslu u Norveškoj. Tekst i glazbu za pjesmu napisao je Edin-Dino Šaran.
Pjesma je snažna ljubavna rock balada i govori o prekidu jedne ljubavi.
Pjesma je izabrana interno od strane posebne komisije BHRT-a u konkurenciji u kojoj je bilo između 80 i 100 pjesama. Jedna od članica žirija kasnije je rekla kako je ova pjesma bila najkompletnija od svih prijavljenih. Vukašin je kao predstavnik prezentiran 11. siječnja, a pjesma je predstavljena 14. ožujka u posebnoj emisiji BHRT-a. U toj je emisiji Vukašin otpjevao originalnu verziju pjesme na bošnjačkom jeziku te na engleskom jeziku na kojem nosi naziv Thunder and lightning. Upravo je engleska verzija pjesme izabrana kao ona kojom će se Vukašin predstaviti u Oslu na prvoj polufinalnoj večeri. Nakon što je kao osma odradila svoj nastup, BiH je izborila plasman u finale Eurosonga (te je bila prva zemlja koja je proglašena finalistom prilikom predstavljanja plasiranih). U polufinalu je s 59 završila na 8. mjestu, dok je u finalu završila na 17. mjestu s 51 bodom. BiH je 12 bodova u finalu dobila od Srbije.